# Kinga (Burkina Faso)
Pour les articles homonymes, voir Kinga.
Kinga est une localité située dans le département de Ouéléni de la province du Léraba dans la région des Cascades au Burkina Faso.